# Brachiaria pubigera
Brachiaria pubigera är en gräsart som först beskrevs av Johann Jakob Roemer och Schult., och fick sitt nu gällande namn av Stanley Thatcher Blake. Brachiaria pubigera ingår i släktet Brachiaria och familjen gräs. Inga underarter finns listade i Catalogue of Life.